# Pristimantis xylochobates
Pristimantis xylochobates är en groddjursart som först beskrevs av Lynch och Pedro M. Ruiz-Carranza 1996.  Pristimantis xylochobates ingår i släktet Pristimantis och familjen Strabomantidae. IUCN kategoriserar arten globalt som sårbar. Inga underarter finns listade i Catalogue of Life.